# Jan Tyranowski
Jan Leopold Tyranowski (ur. 9 lutego 1901 w Krakowie, zm. 15 marca 1947 tamże) – polski mistyk chrześcijański i kierownik duchowy młodego Karola Wojtyły, księgowy, krawiec oraz Czcigodny Sługa Boży Kościoła katolickiego.

## Życiorys
Całe życie spędził na Dębnikach w Krakowie. Uzyskał maturę, z wykształcenia był księgowym, ale zawód ten wykonywał dość krótko. Po ojcu odziedziczył pracownię krawiecką i utrzymywał siebie i matkę z krawiectwa. Jan Paweł II, wspominając go w swojej książce Dar i Tajemnica twierdził, że Tyranowski wybrał pracę krawca, zamiast bycia urzędnikiem, bo to mu pozwalało na głębsze życie wewnętrzne.
W 1935 po wysłuchaniu kazania w kościele na Dębnikach Tyranowski przeżył odrodzenie religijne. Zdaniem Elżbiety Konderak, „zwykłe kazanie otworzyło w sercu dojrzałego mężczyzny jakąś nową życiową przestrzeń”. Prowadził notatnik duchowy, a każdy swój dzień wypełniał, na zasadzie zakonnej, przez pracę, modlitwę i studia teologiczne. 
Nieśmiały (w opinii znajomych) i mówiący staroświeckim językiem Tyranowski zapraszał do swojego mieszkania przy ul. Różanej 11 w pobliżu Rynku Dębnickiego, kilkunastu młodych ludzi, początkowo na modlitwę różańcową (m.in. w ramach Żywego Różańca), potem na czytanie Biblii i rozmowy o wierze. Uważał, że w człowieku tkwi głęboka religijność, której trzeba pozwolić się ujawnić. Swoim działaniem dążył do tego, aby religijność tę ujawniać i rozwijać. Szczególną uwagę poświęcał renesansowym mistykom chrześcijańskim – na spotkaniach czytał notatki o św. Janie od Krzyża oraz św. Teresie z Ávili. Wykorzystywał też pisma św. Tomasza z Akwinu. 11 osób spośród uczestników cotygodniowych spotkań zostało później księżmi (m.in. Karol Wojtyła czy Mieczysław Maliński). 
Podczas II wojny światowej Tyranowski kontynuował spotkania w swoim mieszkaniu. Po aresztowaniu salezjanów krakowskich Tyranowski zaopiekował się młodzieżowymi grupami męskimi. Jedno z tych spotkań zostało wykryte przez Gestapo. Niemcy uznali jednak właściciela lokalu za niespełna rozumu fanatyka religijnego. 
W spotkaniach brał udział młody Karol Wojtyła, który poznał Tyranowskiego w lutym 1940 podczas rekolekcji dla młodzieży męskiej w parafii św. Stanisława Kostki na Dębnikach. To dzięki Tyranowskiemu Wojtyła poznał mistykę Jana od Krzyża, a rok po śmierci krawca obronił rozprawę doktorską na temat Zagadnienie wiary według św. Jana od Krzyża. 
Późniejszy papież wspominał:

Od niego nauczyłem się między innymi elementarnych metod pracy nad sobą, które wyprzedziły to, co potem znalazłem w seminarium. Tyranowski, który sam kształtował się na dziełach św. Jana od Krzyża i św. Teresy od Jezusa, wprowadził mnie po raz pierwszy w te niezwykłe, jak na mój ówczesny wiek, lektury.

Tyranowski zachorował w 1946 na gruźlicę płuc, nie był obecny na mszy prymicyjnej swojego najważniejszego ucznia. Zmarł 15 marca 1947. Został pochowany na Cmentarzu Rakowickim w Krakowie (kwatera Ł wsch.), a następnie po ekshumacji 26 marca 1998 przeniesiony do sarkofagu Kościoła św. Stanisława Kostki na Dębnikach. 

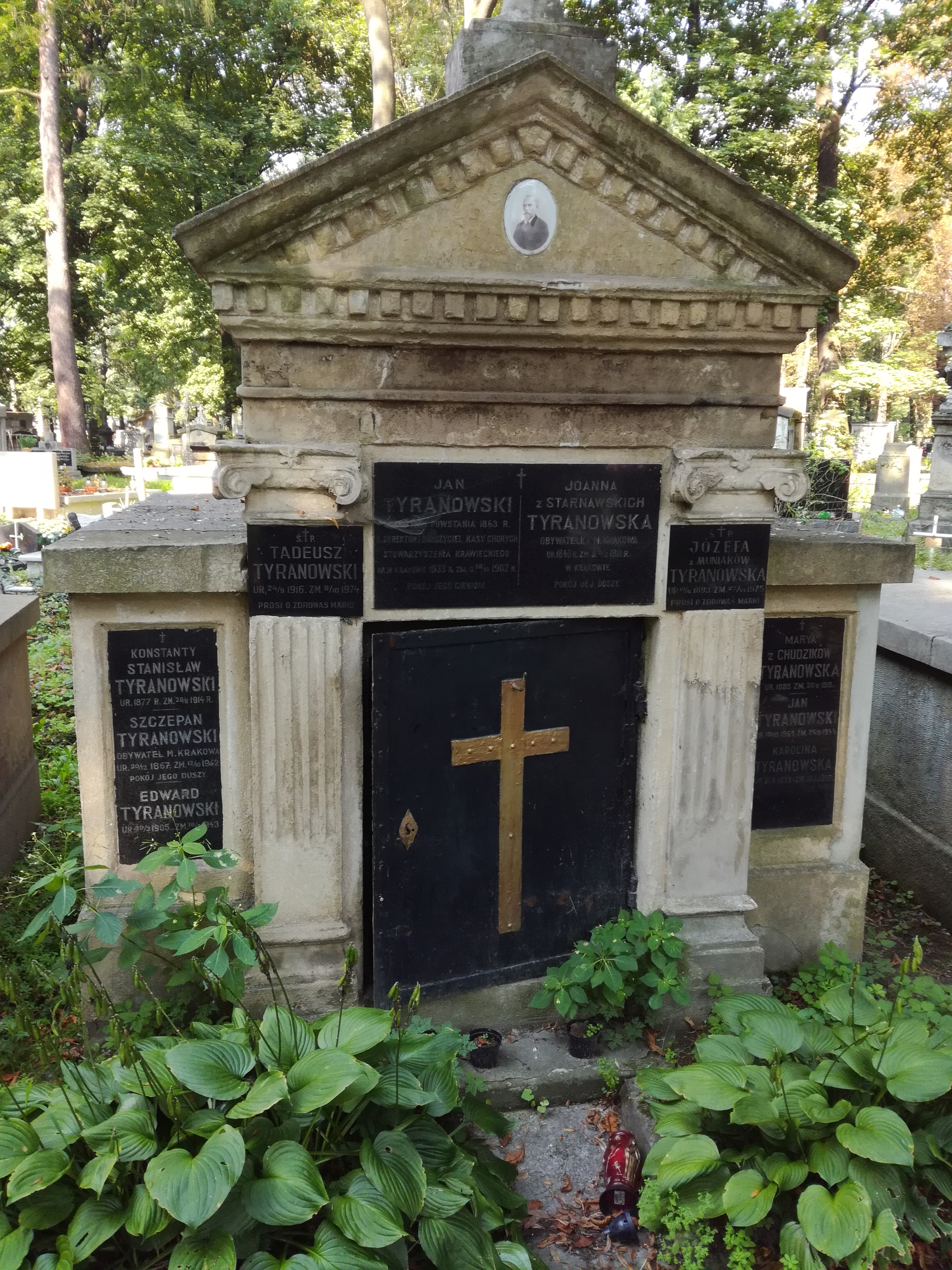
Pierwotny grób Jana Tyranowskiego na cmentarzu Rakowickim

W 1997 rozpoczął się diecezjalny proces beatyfikacyjny Jana Leopolda Tyranowskiego. Został on zamknięty w marcu 2000, a dokumentację przekazano watykańskiej Kongregacji Spraw Kanonizacyjnych. 20 stycznia 2017 papież Franciszek promulgował dekret o heroiczności jego cnót. Odtąd przysługuje mu tytuł Czcigodnego Sługi Bożego.